# Yūrei

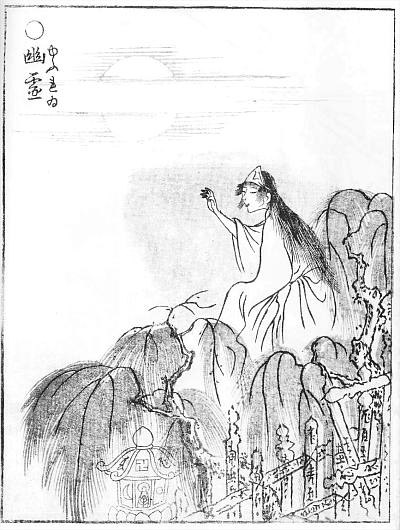
Yūrei aus dem Gazu Hyakki Yakō von Toriyama Sekien, um 1781

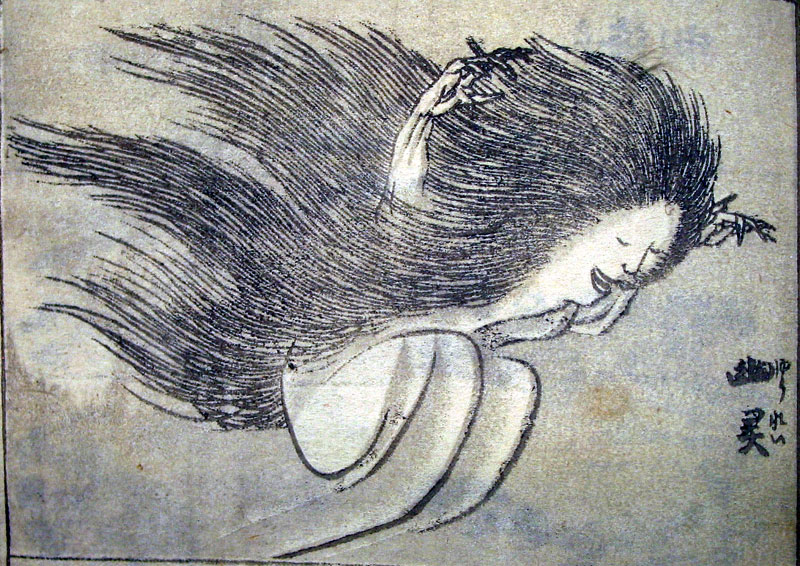
Yūrei auf einem Bild von Katsushika Hokusai

Yūrei (japanisch 幽霊, „dunkler, stiller Geist, besser: Seele der Unterwelt“) oder Bōrei (亡霊, „Verstorbenengeist, besser: Totenseele“) sind japanische Gespenster. Wie ihren westlichen Gegenstücken bleibt ihnen wegen bestimmter Ereignisse ein friedliches Leben nach dem Tod verwehrt. Dies kann entweder durch das Fehlen eines ordentlichen Begräbnisses oder Suizid zustande kommen.
Yūrei sollen typischerweise zwischen Mitternacht und Sonnenaufgang erscheinen und umherschweben, um diejenigen zu ängstigen und zu quälen, die ihnen dies antaten, jedoch ohne Schaden anzurichten.

## Merkmale
Traditionell sind Yūrei Frauen in einem weißen Kimono, der typischen Begräbniskleidung im alten Japan. Sie besitzen keine Beine (in Theaterstücken werden sie mithilfe eines sehr langen Kimonos dargestellt) und werden häufig von einem Paar aus schwebenden Flammen oder Irrlichtern (Hi no Tama) in schaurigen Farben, wie Blau, Grün und Lila, umgeben dargestellt. Diese geisterhaften Flammen sind eher getrennte Teile als unabhängige Geister. Yūrei haben oft ein dreieckiges Papier- oder Kleidungsstück auf ihrer Stirn, das Hitai-Eboshi (額烏帽子, „Stirnmütze“) bzw. Hitaikakushi (額隠, „Stirnverberger“). Einige werden mit langem schwarzen Haar dargestellt. Wie viele Monster der japanischen Mythologie können bösartige Yūrei mit Ofuda (御札), heiligen Shintō-Zetteln, abgewehrt werden.
Rachsüchtige Geister andererseits, Onryō (怨霊) genannt, suchen eine Person oder einen Ort heim als Racheakt für etwas, das ihnen zu Lebzeiten angetan wurde. Sie sind ein Beispiel des japanischen Konzeptes von Urami (怨み, „Hass, Zorn“). Yūrei erscheinen auch, um die Nachfahren oder Verwandten des Toten zu bestrafen, wenn die Rituale zur Ahnenverehrung (Tatari oder Tataru) nicht ordentlich durchgeführt werden.
Buddhistische Priester wurden angeheuert, um Rituale auf diejenigen zu vollziehen, deren ungewöhnliche oder unglückliche Tode sie in rachsüchtige Geister verwandeln würde – ähnlich dem Exorzismus. Manchmal wurden diese Geister auch vergöttlicht, um sie zu besänftigen.

## Verwendung in Literatur und Film
Lafcadio Hearns Kwaidan zeigt beispielhaft „klassische“ japanische Yūrei- und Yōkai-Geschichten. Japanische Horrorfilme seit den 1990er-Jahren, oft „J-Horror“ genannt, sind Beispiele für moderne Yūrei-Erzählungen. Die zweite Staffel der Fernsehserie The Terror erzählt von der Heimsuchung durch einen Yūrei vor dem Hintergrund der Internierung japanischstämmiger Amerikaner während des Zweiten Weltkriegs.